# García de Cisneros
Fray García de Cisneros O.F.M. franciscano castellano que formó parte de los Doce apóstoles de México.
Dirigió el Colegio de Santa Cruz de Tlatelolco, el primer centro importante de enseñanza de la misma ciudad, para muchachos indígenas.Fundado por el obispo Zumárraga y el virrey Antonio de Mendoza en 1536.